# Thalassictis
Il talassitto (gen. Thalassictis) è un mammifero carnivoro estinto, appartenente agli ienidi. Visse nel Miocene medio e superiore (circa 12-6 milioni di anni fa) e i suoi resti fossili sono stati ritrovati in Europa, in Asia e in Africa. 

## Descrizione
Questa iena era di dimensioni molto inferiori rispetto alle forme attuali, e il suo peso doveva essere compreso tra i 20 e i 30 chilogrammi. Rispetto alle precedenti iene mioceniche (come Protictitherium), Thalassictis era più grande e possedeva una dentatura più simile a quella dei canidi, con molari posteriori poco sviluppati. La corporatura era snella, ma relativamente compatta, e non aveva l'aspetto pendente tipico delle iene attuali.

## Classificazione
Thalassictis era un rappresentante arcaico degli ienidi, apparso nel corso del Miocene medio in Europa occidentale e in seguito diffusosi fino alla provincia Greco-iraniana. Questo animale fu il primo rappresentante di una linea evolutiva di ienidi che svilupparono una corporatura simile a quella dei canidi, così come simili abitudini nutritive. Assai simile era Ictitherium. Tra le specie più note di Thalassictis, da ricordare T. montadai e T. robusta. 

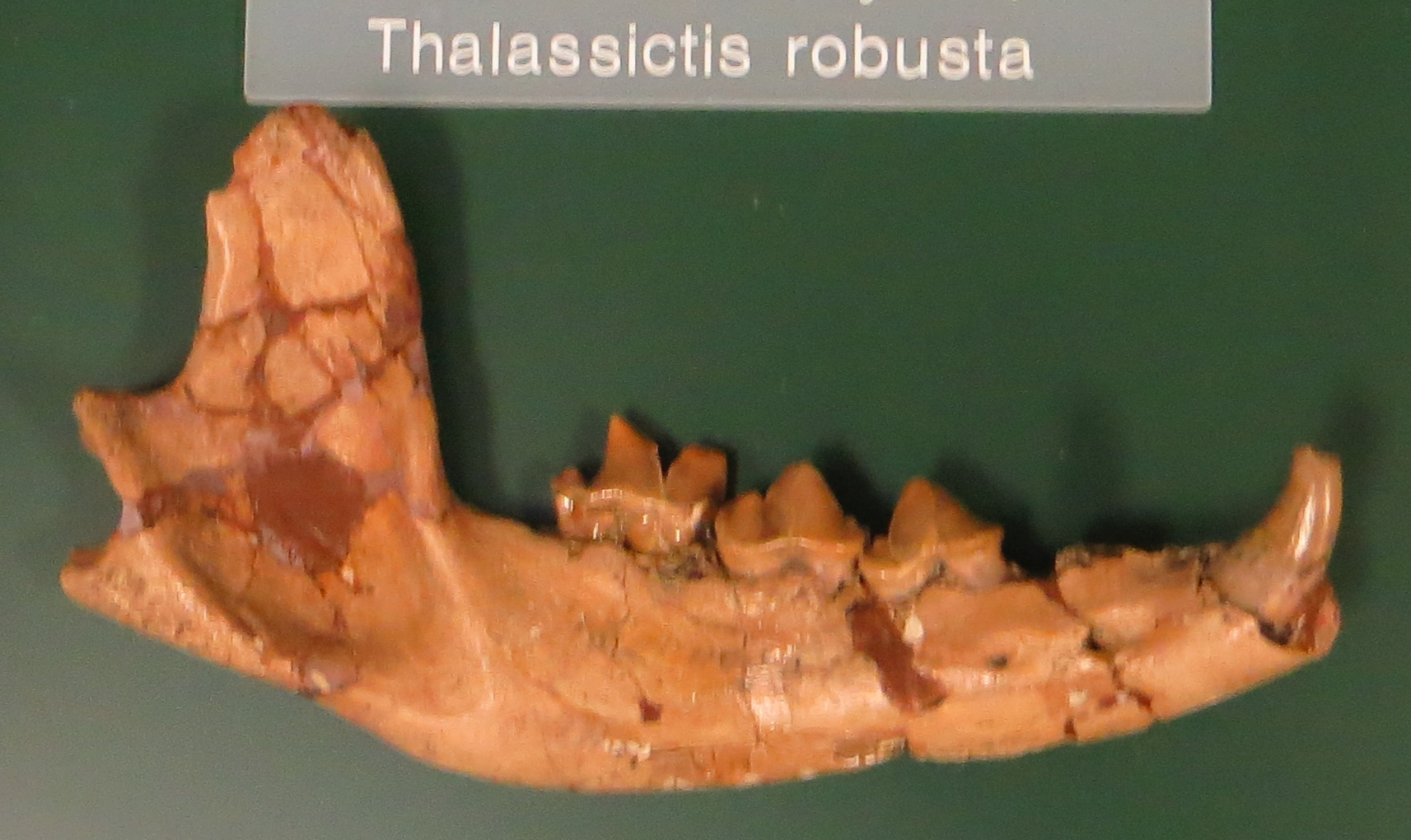
Mandibola di Thalassictis robusta

## Paleobiologia
Thalassictis possedeva una dentatura ancora poco specializzata, vagamente simile a quella dei canidi, ma con una maggiore propensione alla frantumazione delle ossa. La locomozione non doveva essere particolarmente sviluppata verso la corsa, ma è probabile che Thalassictis fosse un cacciatore attivo, più adatto a terreni aperti e boschivi rispetto a iene come Protictitherium e Plioviverrops.